# Игл-Бич
Игл-Бич (англ. Eagle Beach — «Орлиный Пляж») или Аренд-Бич (англ. Arend Beach) — пляж и район Ораньестада, Аруба. Этот район известен своими многочисленными малоэтажными отелями и широким общественным пляжем. Игл-Бич — самый широкий пляж Арубы с мягким белым песком. Он был признан одним из лучших пляжей на Арубе. Средняя высота пляжа — 8 метров. В районе Игл-Бич постоянно проживает 431 человек. Хотя пляж Игл-Бич немного оживленнее других на острове, он гораздо менее многолюден, чем соседний Палм-Бич, где расположены многоэтажные отели.
На пляже есть участки, где работают небольшие бары или есть прокат водных мотоциклов. На пляже Игл Бич также есть отели, но они построены достаточно далеко от воды и по закону не имеют права приватизировать участки пляжа. На пляже находятся 2 цезальпинии дубильные, которые многие называют символом Арубы.
На Арубе проживают четыре вида морских черепах; большинство черепашьих гнезд находится на Игл-Бич. Черепахи выбрали пляж Игл-Бич местом своего размножения и откладывают яйца в теплый песок каждый год с марта по июль. В период с мая по сентябрь вылупляются детёныши.
Это не нудистский пляж. Публичное обнажение на Арубе запрещено законом. На пляжах в курортных зонах разрешено загорать топлесс, однако на территории курорта это запрещено. К пляжам, где можно загорать топлесс, относятся острова Ренессанс и Де-Палм. На этих островах есть пляжи для взрослых, где разрешено загорать и купаться топлесс.
Игл-Бич также называют районом Низкого Подъёма (англ. Low Rise). Другой район, район Высокого Подъёма (англ. High Rise), находится на Палм-Бич, к северу от Игл-Бич. Разница в этих районах заключается в зданиях отелей на пляжах. На Палм-Бич в основном расположены многоэтажные отели, а вдоль Игл-Бич — малоэтажные (менее четырех этажей).
До Игл-Бич легко добраться: здесь много бесплатных парковок на стоянке возле пляжа и параллельных парковок на прилегающих улицах. Общественный транспорт также является еще одним способом добраться до пляжа. Компания Arubus предлагает варианты проезда на пляж и обратно по цене около $2,60 за поездку, а такси можно нанять у многих местных компаний, включая Aruba Taxi Company.

## Галерея

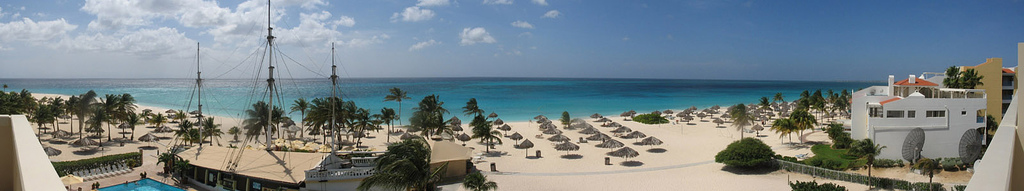
Панорама пляжа

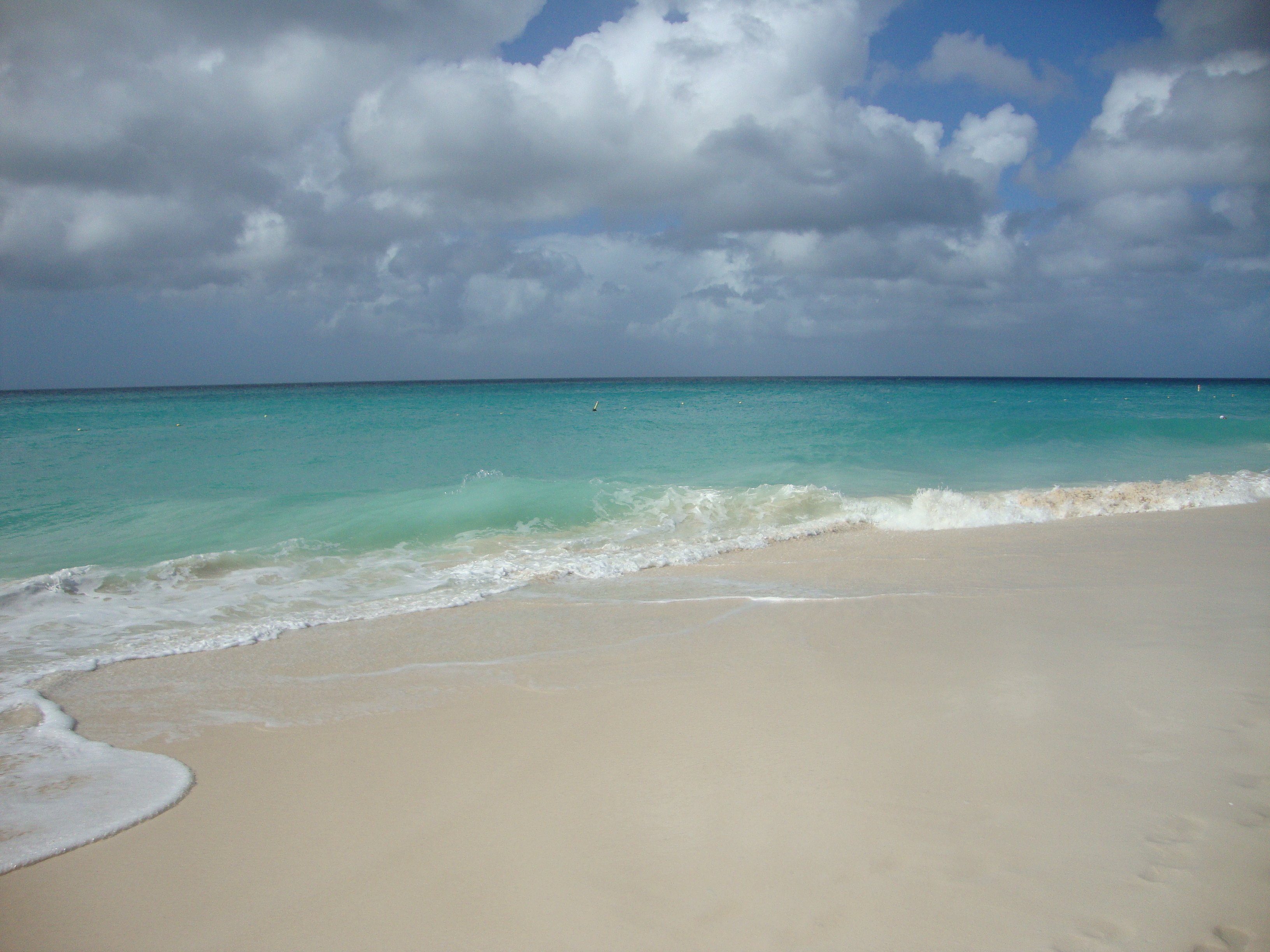
Пляж
Цезальпиния дубильная на пляже
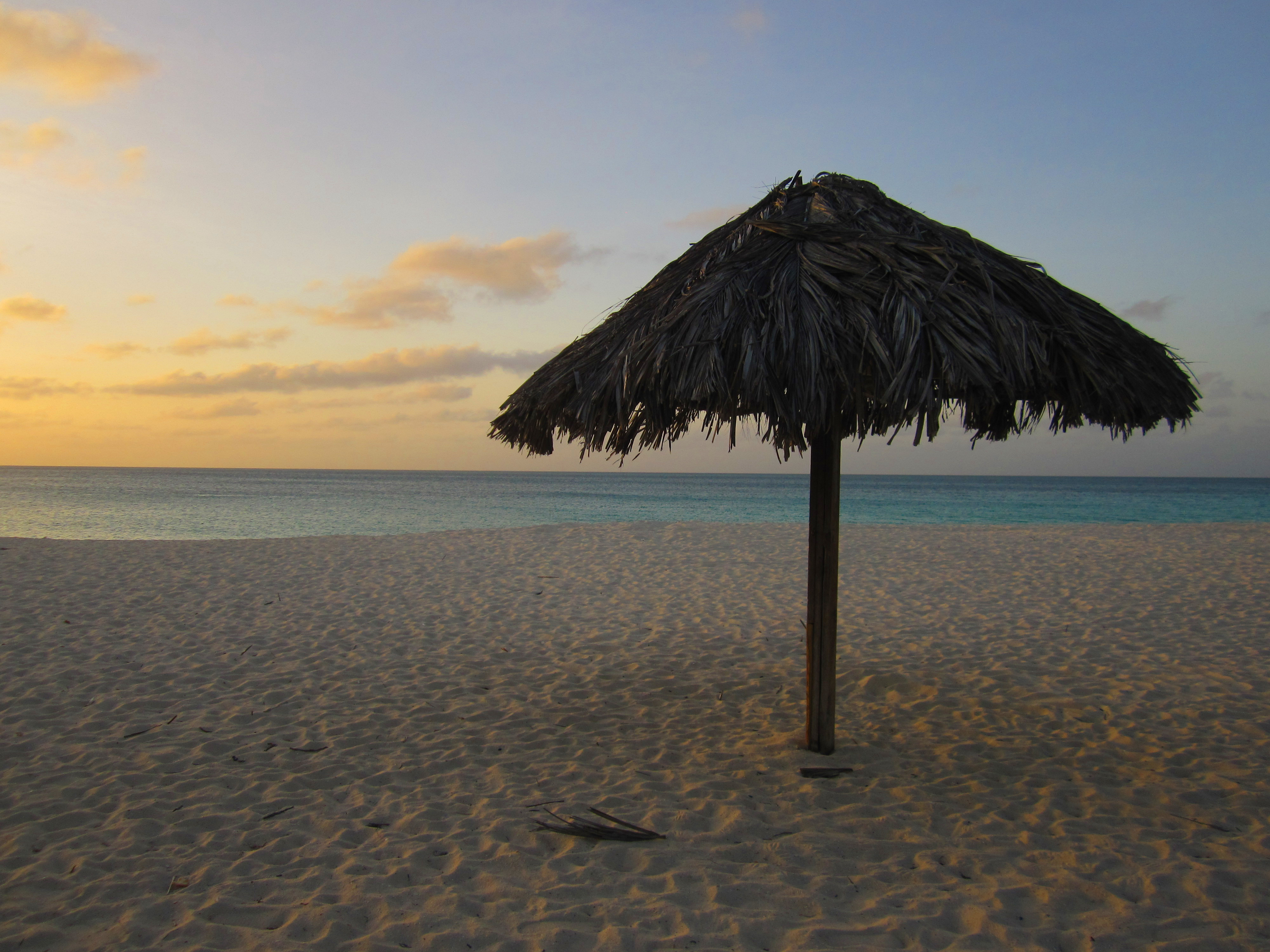
Закат на пляже